# Baketourel Ire
Baketourel Ire est probablement la grande épouse royale du pharaon Ramsès IX de la XXe dynastie.

## Sépulture
Baketourel Ire partage sa tombe dans la vallée des Rois (KV10) avec le roi Amenmes et la « mère du roi » Takhat II. Cependant les égyptologues pensent que ces deux femmes n'ont en réalité aucun lien avec le Amenmes, commanditaire initial de la tombe, et seraient donc des usurpatrices.
La tombe KV10 a été décorée à l'origine d'extrait du Livre des morts et des Litanies de Rê, puis redécorée avec des scènes montrant Takhat II ainsi que Baketourel Ire effectuant des offrandes à divers dieux. La reine est représentée avec une robe fourreau et d'une perruque surmontée d'un uræus. La sépulture a fourni peu de matériel funéraire, étant donné que la tombe est ouverte depuis l'Antiquité et a sûrement été victime de vols.
Dodson a soutenu que la redécoration de la tombe KV10 a été réalisée sous le règne de Ramsès IX. En raison de ce fait, on pensait auparavant qu'elle était l'épouse d'Amenmes. Schaden et Ertman affirment cependant que certains travaux dans la chambre de Baketourel ont pu être réalisés sous le règne de la reine Taousert. Si tel est le cas, cela suggérerait une date antérieure pour la reine Baketourel,.